# Psorospermum lanatum
Psorospermum lanatum är en johannesörtsväxtart som beskrevs av Bénédict Pierre Georges Hochreutiner. Psorospermum lanatum ingår i släktet Psorospermum och familjen johannesörtsväxter. Inga underarter finns listade i Catalogue of Life.